# Thập niên 1340
Thập niên 1340 là thập niên diễn ra từ năm 1340 đến 1349.